# Juan Chauderon
Juan Chauderon (en francés: Jean Chauderon; muerto en 1294) fue el barón de Estamira y gran condestable del Principado de Acaya, el más fuerte de los principados de la Grecia franca.
Sucedió a su padre, Godofredo Chauderon, barón de Estamira y gran condestable de Acaya, en 1278. Se casó con Guillermina, una hija de Ricardo I Orsini.
Como muchos nobles aqueos, pasó mucho tiempo en la corte del soberano de Acaya, el rey Carlos de Anjou, actuando como un enlace importante entre Acaya y Nápoles. También recibió tierras en Italia del rey Carlos, quien le confió importantes misiones diplomáticas.
En 1278, cuando el príncipe Guillermo II de Villehardouin agonizaba, designó a Juan como su bailío, hasta que el rey Carlos de Anjou pudiera hacer sus propios arreglos.
En 1292 o 1293, fue en misión diplomática a la corte bizantina de Constantinopla junto con Godofredo de Aulnay, con el fin de obtener la recuperación de la fortaleza de Kalamata, que poco antes había sido tomada por los eslavos locales y entregada al gobernador bizantino de Mistrá. La embajada logró obtener solo una promesa verbal, y eso gracias a la intercesión del embajador angevino en Constantinopla, pero el emperador también envió órdenes a su gobernador local para que se negara a entregar el castillo. En el evento, Kalamata se rindió a los aqueos debido a la intervención de un magnate griego local.
Después de su muerte en 1294, fue sucedido como gran condestable por su cuñado Engelberto de Liederkerque.